# Кућа терора
Кућа терора (мађ. Terror Háza) је музеј који се налази у Будимпешти, на Андраши булевару, Мађарска.
У њему су представљене изложбе које су повезане са фашистичким и комунистичким режимом у Мађарској двадесетог века. То је, такође, и меморијални центар жртвама ових режима укључујући хапшене, испитиване, мучене или убијене у тој згради.

## Историјат
Музеј је отворен 24.02.2002. године, а директор музеја од самог почетка па све до данас је др Марија Шмит. Кућа терора је члан организације Платформа европског сећања и савести. Иницијатор и оснивач музеја је мађарска влада, на челу са тадашњим премијером Орбаном. Пројекту се приступило са високим степеном важности. Музеј је данас популарна туристичка атракција Будимпеште, са преко 1000 посетилаца на дневном нивоу.

## Зграда музеја
Зграда је изграђена још 1880. године. Користиле су је Крст стрела, десничарска политичка партија, која је у кратком периоду била на власти и тајна полиција Мађарске, која је била позната по својој бруталности. Децембра 2000. године, Јавна фондација за истраживање централне и источноевропске историје и друштва је купила зграду са циљем да отвори музеј, како би се увек сећали ових лоших периода мађарске историје. Током радова који су трајали годину дана, зграда на Андраши булевару, је комплетно реновирана и споља и изнутра. Унутрашњи дизајн, коначни изглед изложбеног простора и спољна фасада су дело архитекте Атиле Ковач. Реконструкција је претворила екстеријер зграде у нешто слично споменику. Црна екстериорна структура креира изглед музеја, који се у оштром контексту истиче у односу на остале зграде Андраши булевара.

## Стална изложба
На тему фашизма и комунизма изложба садржи материјале о односима државе са нацистичком Немачком и Совјетским Савезом. Такође, садржи изложбе које се односе на Мађарске организације партија Крст Стрела и комунистички АВХ. Део изложбе води посетиоце у подрум, где се може видети како су изгледале ћелије које је АВХ користио да би сломио вољу затвореника. Већинa информација и експоната су на мађарском језику. Обезбеђени су и аудио водичи на енглеском и немачком.
Музику, која у позадини прати целу изложбу, компоновао је Акос Ковач. У тој музичкој продукцији чује се извођење гудачког оркестра, специјални стереофонични миксеви и звучни ефекти.
Посетиоцима је забрањено да фотографишу и да користе видео камере у музеју.

## Контраверзе
Неки историчари, новинари и политиколози тврде да музеј представља Мађарску много више као жртву страних окупатора и не препознаје довољно допринос који су сами Мађари својевољно пружили наведеним режимима. Такође се појавила и критика да је много више простора посвећено терору комунистичког, него нацистичког режима. Одговор на ове критике огледа се у томе да је фашистички режим трајао кратко, док је комунистички режим трајао 40 година. Стручњаци музеја подсећају критичаре да Мађарски холокауст има свој сопствени музеј на три километара далеко одатле, тако да нема потребе да се понавља садржај.